# C-Bo
C-Bo, właściwie Shawn Thomas (ur. 14 stycznia 1974 r. w Sacramento, Kalifornia) – amerykański raper i przedsiębiorca. Niezależnie sprzedał ponad 3.5 mln egzemplarzy swoich płyt. Obecnie związany z wytwórnią Cashville.

## Dyskografia
Źródło.

### Albumy studyjne
- Gas Chamber (1993)
- The Autopsy (1994)
- Tales from the Crypt (1995)
- One Life 2 Live (1997)
- Til My Casket Drops (1998)
- The Final Chapter (1999)
- Enemy of the State (2000)
- Life as a Rider (2002)
- Desert Eagle (2002)
- The Mobfather (2003)
- Money to Burn (2006)
- Cali Connection (2012)
- Orca (2012)

### Albumy wspólne
- Blocc Movement (z Brotha Lynch Hung) (2001)
- Gang Affiliated (jako West Coast Mafia Gang) (2004)
- 100 Racks In My Backpack (z San Quinn) (2006)
- The Moment of Truth (z Killa Tay) (2006)
- Tradin' War Stories (z Omar „Big-O” Gooding) (2008)
- Cashville Takeover (z Ca$hville Records) (2009)